# 埃斯孔迪达铜矿

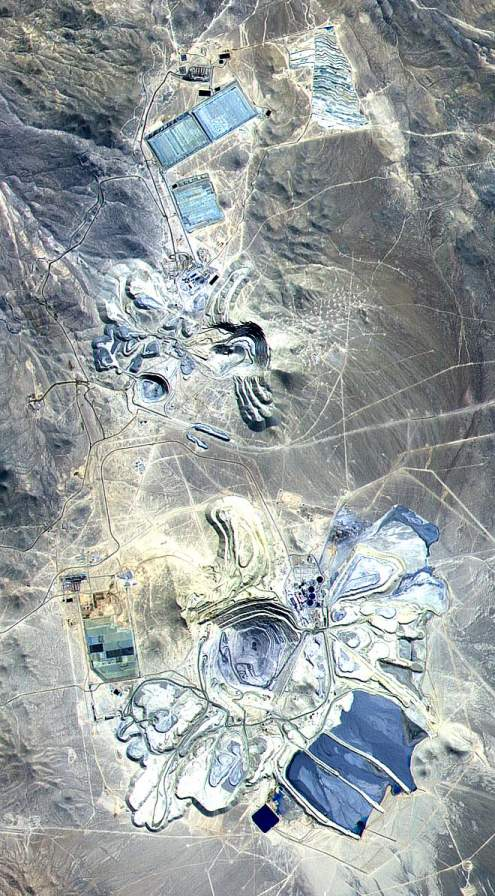
NASA的衛星照片

埃斯孔迪达（Escondida）铜矿是目前全球年产量最高的露天铜矿，生产全球8%的矿石产铜。该矿位于智利北部安托法加斯塔大区，阿塔卡马沙漠之中，安托法加斯塔城东南160公里处。
埃斯孔迪达铜矿的产品包括铜精矿和阴极铜以及黄金。所有的矿石都开采自露天矿区，每年开采的矿石量约3亿5千万吨,2005年，该铜矿产量折合为铜金属量为127万吨。
该矿始建于1988年8月，第一批矿石采选于1990年11月。该矿的建造和后续擴建的总投资约为40亿美元，自1990年到2002年，向智利政府交纳的赋税年均1.4亿美元。
对于智利来说，矿铜出口收入约占其出口总额的40%和GDP的9%。而埃斯孔迪达贡献了相当于智利20%的铜产量，提供了2300个直接工作岗位，并通过关联公司提供了另外的1900个工作岗位。
整个公司的基础设施包括一个露天矿、两个精炼厂、一个萃取-电积厂、两条运送铜精矿的管道。铜精矿被运送到科罗索港，在那里运往世界各地的铜冶炼商。
埃斯孔迪达铜矿由多个世界知名矿产公司拥有，其中必和必拓拥有其57.5%的股份，力拓拥有30%的股份，三菱为首的日本财团拥有其10%的股份，剩余股份由国际金融公司持有。
2004年以来，随着国际市场铜价暴涨，埃斯孔迪达为其拥有者提供了巨额利润，2005年该矿的利润达到25.8亿美元。
24°16′S 69°04′W / 24.27°S 69.07°W